# Edward Planckaert
Edward Planckaert (ur. 1 lutego 1995 w Kortrijk) – belgijski kolarz szosowy.

## Osiągnięcia
Opracowano na podstawie:

2016
- 1. miejsce w klasyfikacji młodzieżowej Tour du Loir et Cher E Provost

2018
- 3. miejsce w Dwars door de Vlaamse Ardennen
- 1. miejsce w klasyfikacji sprinterskiej Tour de Wallonie
- 2. miejsce w Antwerpse Havenpijl

2019
- 1. miejsce w klasyfikacji górskiej Étoile de Bessèges

2021
- 1. miejsce na 1. etapie Vuelta a Burgos

2023
- 1. miejsce w klasyfikacji sprinterskiej UAE Tour

## Rankingi
| Rok             | 2016 | 2017 | 2018 | 2019 | 2020 | 2021  | 2022  | 2023 | 2024  |
| --------------- | ---- | ---- | ---- | ---- | ---- | ----- | ----- | ---- | ----- |
| World Ranking   | 873. | 495. | 298. | 491. | 239. | 1033. | 2511. | 776. | 1065. |
| UCI Europe Tour | 559. | 265. | 150. | 379. | 199. | 768.  | 1535. | -    | -     |
|                 |      |      |      |      |      |       |       |      |       |
| Źródło: UCI     |      |      |      |      |      |       |       |      |       |